# Lucky Town
Albums de Bruce Springsteen
Human Touch
(1992) In Concert/MTV Plugged
(1993)
Lucky Town est un album de Bruce Springsteen sorti en 1992, le même jour que Human Touch.

## Liste des morceaux
Toutes les chansons sont écrites et composées par Bruce Springsteen.
| 1.    | Better Days             | 4:08 |
| 2.    | Lucky Town              | 3:27 |
| 3.    | Local Hero              | 4:04 |
| 4.    | If I Should Fall Behind | 2:57 |
| 5.    | Leap of Faith           | 3:27 |
| 6.    | The Big Muddy           | 4:06 |
| 7.    | Living Proof            | 4:49 |
| 8.    | Book of Dreams          | 4:24 |
| 9.    | Souls of the Departed   | 4:18 |
| 10.   | My Beautiful Reward     | 3:55 |
| 39:38 |                         |      |